# Krankenpflegediplom
Beim Allgemeinen Diplom für Gesundheits- und Krankenpflege handelt es sich in Österreich um ein staatlich verliehenes Diplom. Die entsprechende Berufsbezeichnung lautet Diplomierter Gesundheits- und Krankenpfleger respektive Diplomierte Gesundheits- und Krankenpflegerin (kurz auch Diplompfleger und Diplompflegerin), auch allgemein Diplomierte Pflegeperson respektive Diplomiertes Pflegepersonal.

## Ausbildung
Die dreijährige Ausbildung umfasst 4.600 Stunden, von denen mindestens die Hälfte auf die praktische Ausbildung und mindestens ein Drittel auf die theoretische Ausbildung entfallen.
Die theoretische Ausbildung wird bis Ende 2023 in einer Fachschule für allgemeine Gesundheits- und Krankenpflege absolviert (siehe auch: Liste der Krankenpflegeschulen in Österreich), die praktische Ausbildung in verschiedenen Pflegeeinrichtungen, zum Beispiel in Krankenanstalten, Pflegeheimen und in der Hauskrankenpflege.  
Das Diplom wird nach erfolgreicher Absolvierung von 36 Einzelprüfungen, sechs theoretischen Einzeldiplomprüfungen und einer praktischen Diplomprüfung verliehen; außerdem ist eine Fachbereichsarbeit zu einem pflegerelevanten Thema zu verfassen. Die Abkürzung DGKP (Diplomierter Gesundheits- und Krankenpfleger) bzw. DGKS (Diplomierte Gesundheits- und Krankenschwester) darf nicht als Titel vor oder nach dem Namen geführt werden, eine Eintragung in ein Dokument als Titel ist nicht möglich.
Mit der Novelle des Gesundheits- und Krankenpflegegesetzes 2016 werden Diplomierte Gesundheits- und Krankenpfleger vermehrt an Fachhochschulen ausgebildet, die Bachelor-Abschlüsse verschiedener Stufen nach dem Nationalen Qualifikationsrahmen (NQR) ermöglichen; beispielsweise als Bachelor of Science (BSc) in Health Studies. Ab 2024 ist eine Ausbildung im gehobenen Dienst für Gesundheits- und Krankenpflege ausschließlich über diesen Weg möglich.
Es besteht die Möglichkeit eines individuellen Studiums an der Universität Wien sowie Bachelor-Studiengänge in Graz und an den Privatuniversitäten Krems, Salzburg und in Hall in Tirol (UMIT TIROL - Private Universität für Gesundheitswissenschaften und -technologie).

## Ausbildungsinhalt
Vermittelt werden die beruflichen Basiskompetenzen in der Kinder- und Jugendlichenpflege sowie  Kranken- und Altenpflege und Kenntnisse im Umgang mit medizinischen Informations- und Dokumentationssystemen.  
Zum Ausbildungskatalog gehören unter anderem die Erste Hilfe, Kenntnis der Fachsprache und berufsspezifischer Rechtsgrundlagen; Pflegeanamnese, -evaluation und -Dokumentation sowie Pflegeklassifikationssysteme, Grund- und Fachkenntnisse der Medizin, Psychologie, Sozialarbeit und -Pädagogik, Medizintechnik sowie Labormethoden; Geburtshilfe, Intensivpflege, Künstliche Ernährung, Palliativpflege, komplementäre Pflegemaßnahmen; psychosoziale und Pflege-Beratung; Teamführung; die Assistenz bei ärztlichen Eingriffen und Ordination; Humanwissenschaftliches Wissen, insbesondere der Anatomie und Physiologie.

## Anforderungen
Voraussetzungen für eine Tätigkeit im gehobenen Dienst für Gesundheits- und Krankenpflege sind neben guten bis sehr guten Deutschkenntnissen (Niveau B2/C1) weitere überfachliche berufliche Kompetenzen wie Diskretion, Einfühlungsvermögen, Führungsqualitäten, Frustrationstoleranz, Problemlösungs- und Konfliktfähigkeit sowie körperliche Belastbarkeit.

## Kompetenzbereich (Auswahl)
Zum Kompetenzbereich des gehobenen Dienstes für Gesundheits- und Krankenpflege gehören unter anderen folgende pflegerische Kernkompetenzen:
- eigenverantwortliche Erhebung des Pflegebedarfes sowie Beurteilung der Pflegeabhängigkeit
- Gesamtverantwortung für den Pflegeprozess
  - Diagnostik, Planung, Organisation, Durchführung, Kontrolle und Evaluation aller pflegerischen Maßnahmen in allen Versorgungsformen und Versorgungsstufen
  - Planung und Durchführung von Pflegeinterventionen bzw. -maßnahmen
  - Unterstützung und Förderung der Aktivitäten des täglichen Lebens
  - Psychosoziale Betreuung Beobachtung und Überwachung des Gesundheitszustandes

- Prävention, Gesundheitsförderung und Gesundheitsberatung im Rahmen der Pflege
- Beratung zur Gesundheits- und Krankenpflege sowie Organisation und Durchführung von Schulungen

- Pflegeforschung
  - Mitwirkung an fachspezifischen Forschungsprojekten und Umsetzung von fachspezifischen Forschungsergebnissen

- Kompetenz bei Notfällen 
  - Erkennen und Einschätzen von Notfällen und Setzen entsprechender Maßnahmen
  - eigenverantwortliche Durchführung lebensrettender Sofortmaßnahmen, solange ein Arzt nicht zur Verfügung steht
  - lebensrettende Sofortmaßnahmen, insbesondere Herzdruckmassage und Beatmung
  - Durchführung der Defibrillation mit halbautomatischen Geräten oder Geräten im halbautomatischen Modus
  - Verabreichung von Sauerstoff

- Kompetenzen bei medizinischer Diagnostik und Therapie
- Weiterverordnung von Medizinprodukten in den Bereichen Nahrungsaufnahme, Inkontinenzversorgung, Mobilisations- und Gehhilfen, Verbandsmaterialien, prophylaktische Hilfsmittel, Messgeräte sowie Illeo-, Jejuno-, Colo- und Uro-Stoma
- Kompetenzen im multiprofessionellen Versorgungsteam
- Erstellen von Pflegegutachten
- Delegation, Subdelegation und Aufsicht entsprechend dem Komplexitäts-, Stabilitäts- und Spezialisierungsgrad der Pflegesituation
- Anleitung und Überwachung von Unterstützungskräften sowie Anleitung, Unterweisung und begleitende Kontrolle von Personen
- Anleitung, Begleitung und Beurteilung von Auszubildenden
- ethisches, evidenz- und forschungsbasiertes Handeln einschließlich Wissensmanagement
- Mitwirkung im Rahmen von Qualitäts- und Risikomanagement

## Mögliche Belastungen
Die Tätigkeit in der Gesundheits- und Krankenpflege kann mit verschiedenen Belastungen einhergehen. Dazu gehören zum Beispiel die Schichtarbeit einschließlich Nacht- und Wochenenddiensten, die Infektionsgefahr und die psychische Belastung, welche unter anderem durch Konfrontation mit menschlichem Leid und Verantwortungsdruck verursacht wird.
Für Krankenpflegerinnen gilt die Berufsausübung als Schwerarbeit im Sinne der Schwerarbeitsverordnung und der dazu ergangenen Berufsliste.

## Berechtigungen
Der Abschluss berechtigt nur dann zum Studium an Universitäten oder Fachhochschulen, wenn die Allgemeinen Hochschulreife (AHS, BHS) vorliegt oder eine Berufsreifeprüfung bzw. Studienberechtigungsprüfung abgelegt wird. Mit entsprechender Berufserfahrung ist der Besuch von facheinschlägigen Universitätslehrgängen und postgradualen Studiengängen möglich. Diese enden oft mit dem akademischen Grad MAS, der nach dem Namen geführt wird. Eine Unterscheidung zwischen Lehrgängen universitären Charakters und Regelstudien ist aufgrund des Bologna-Prozesses und der gleichnamigen verliehenen Titel für einen nicht Geübten nicht mehr möglich.